# José Vélez
José Vélez, nato José Velázquez Jiménez (Telde, 15 novembre 1951), è un cantante spagnolo.
Ha rappresentato la Spagna all'Eurovision Song Contest 1978 con la canzone Bailemos un vals.